# Rey-Bouba
Rey-Bouba est une commune du Cameroun située dans la région du Nord et le département du Mayo-Rey.

## Structure administrative de la commune
Outre Rey-Bouba proprement dit, la commune comprend les villages suivants :
- Alarba
- Alfa
- Angari
- Aoudjali
- Assaga
- Ateki
- Ba Diddi Foulbe
- Ba Gainadje
- Badiddi
- Badissem
- Badjari Bayero
- Badjari Toumbinguel
- Baigram
- Baikwa
- Baktchanri
- Bal Babla
- Bapouni
- Bari Somessi
- Bassari
- Batao
- Bela Kossam
- Bere
- Biddeng
- Bira Adamou
- Biri
- Bitang Daba
- Bodal Wouro Dole
- Bokli
- Boli'en
- Bounbou
- Bounderou I
- Bounderou II
- Dadia
- Dami
- Danbi
- Danna
- Dawan
- Djagol
- Djalbang
- Djamare
- Djangana
- Djaouro Gotel
- Djerweng
- Djourde
- Djouroum
- Do Kerol
- Dobinga
- Dolere
- Doukouroum
- Fotokol
- Gabdel
- Gali Abbassi
- Gandai
- Gangouri
- Gatouguel
- Godi
- Gourin
- Guebadi
- Guelao
- Guigang
- Guirling
- Hammasarla
- Hetchourou
- Homa Hamassiouto
- Homa Mal Yaya
- Kamale
- Koinderi
- Kong Rong
- Lahir Dohi
- Lainde
- Lammounguel
- Lamna
- Landou
- Larki
- Lerka Kondjoi
- Lesdi
- Lougga Tchabbal
- Madagascar
- Maidjamba I
- Mambaire
- Manga
- Maradi
- Mayel Laye
- Mayel Mbororodji
- Mayo Bani
- Mayo Wonde Winde
- Mbailoum
- Mbilla
- Mboderi
- Mboukma
- Mboulwol
- Mombore
- Naoudel
- Nassarao
- Njoundi
- Ouro Kessoum
- Pakli
- Pakouare
- Pani Fimbe
- Peouriwo
- Poutti Nawal
- Rey Manga
- Rya
- Rya
- Sadia
- Senango
- Sinassi
- Souki
- Tamzal
- Taparerou
- Tatou
- Tchapoma
- Tchapoma
- Tchikali
- Teware
- Teware
- Vaimba
- Wafango
- Wakla Bambi
- Wakla Horare
- Winde Bailloum
- Winde Bassabar
- Winde Dobinga
- Winde Doua
- Wouro
- Yola Mbodewa
- Zinabalam

## Géographie
L'arrondissement de Rey-Bouba est délimité par le Tchad à l'est, Ladgo et Bibemi à l'ouest. Il comprend le Lac de Lagdo et le Parc national de Boubanidjida. L'arrondissement s'étend sur une superficie totale de 8000km².
L'arrondissement est situé en montagne, et a donc un relief fortement accidenté. Plusieurs cours d'eau traversent l'arrondissement donc le plus important est le mayo Rey. 

### Climat
Le climat dans l'arrondissement est semi-aride de type saoudien. Il existe deux saisons : une saison des pluies qui se déroule d'avril à octobre et une saison sèche de novembre à mars. La pluviométrie annuelle moyenne est entre 900 et 1300 mm. 

### Environnement
La végétation de l'arrondissement est la brousse, elle abrite de nombreuses espèces animales. On peut retrouver des antilopes, des buffles et des grands félins. Une importante partie des animaux sauvages vivent dans les zones protégées nommée Zone d'Intérêt Cynégétique (ZIC) 10 et 11 . Ces zones permettent attirent de nombreux touristes mai permettent aussi aux animaux de disposer de refuges et à la végétation de se régénérer. 

## Société
Lors du recensement de 2005, la commune comptait 116 192 habitants, dont 6 754 pour Rey-Bouba Ville. Plusieurs groupes ethniques vivent dans l'arrondissement en harmonie : les Lamés, les Peulhs, les Damas, Les Lélés, Les Toupouri, les Dourous, les Moundang et les Gambaye. Les deux religions principales sont l'Islam et le Christianisme tandis qu'un quart de la population suit d'autres religions africaines.

## Économie

### Secteur primaire de l'économie
L'agriculture est la principale activité économique pratiquée par les habitants de l'arrondissement. On cultive principalement du maïs, du manioc et de la pomme de terre pour la consommation et la production de coton, d'arachide et de soja sont destinées à la vente. Il existe de nombreuses organisations paysannes qui promeuvent le développement rural et agricoles, elles forment des GIC. L'entreprise Sodecoton participe aussi au soutien de l'agriculture en disposant des intrants agricoles pour toute type de culture. 
L'élevage est principalement extensif. Les éleveurs sont concentrés autour de campements dans plusieurs villages de l'arrondissement. Il existe plusieurs centres zootechniques, un à Reu-Bouba mais aussi à Bere, Momboré et Alfa. 
La pêche est de plus une activité génératrice de ressources. Elle se pratique au bord du Lac de Lagdo et des principaux mayos. Néanmoins cette activité est principiellement tenues par des étrangers, en général venus du Nigéria, qui arrivent à prélever de plus grandes quantités de poisson que les autochtones car mieux équipés. 
Enfin, en raison de la présence d'or dans les mayos, une importante population étrangère chercheuse d'or vit dans l'arrondissement.

### Autres secteurs de l'économie
D'autres activités sont pratiquées en dehors du secteur primaire de l'économie. L’artisanat est développé, on retrouve des forgerons, des fabricants de vans, de nattes, des menuisiers et des potiers. Le secteur des services comprend des call-boxers, des taximen à motos et le commerce, qui s'organise autour de marchés hebdomadaires. 
Enfin, l'arrondissement dispose d'un très grand potentiel touristique. Le parc National Boubanidjida est de grande renommée et bénéficie le Cameroun autant que la population locale. Si les animaux et la flore y sont protégées, on compte deux zones de chasses privées réservées aux professionnels étrangers. 

### Filmographie
- Le Lamido de Rey Bouba, Faut pas rêver, France 3, 20 avril 1990, 11 min 11 s, (archives de l'INA )